# Saint-Servais (Finistère)
Saint-Servais is een gemeente in het Franse departement Finistère (regio Bretagne) en telt 553 inwoners (1999). De plaats maakt deel uit van het arrondissement Morlaix.

## Geografie
De oppervlakte van Saint-Servais bedraagt 10,3 km², de bevolkingsdichtheid is 53,7 inwoners per km².
De onderstaande kaart toont de ligging van Saint-Servais (Finistère) met de belangrijkste infrastructuur en aangrenzende gemeenten.

## Demografie
Onderstaande figuur toont het verloop van het inwonertal (bron: INSEE-tellingen).